# ボツワナの鉄道
ボツワナの鉄道では、ボツワナにおける鉄道について記す。

## 事業者
- ボツワナ鉄道 (Botswana Railways,BR)

## 隣接国との鉄道接続状況
- 南アフリカ共和国 - 接続 - 同じ狭軌を採用1,067 mm
- ナミビア - 接続なし
- ジンバブエ - 接続 - 同じ狭軌を採用1,067 mm
- ザンビア - 接続なし